# 드르벵차강

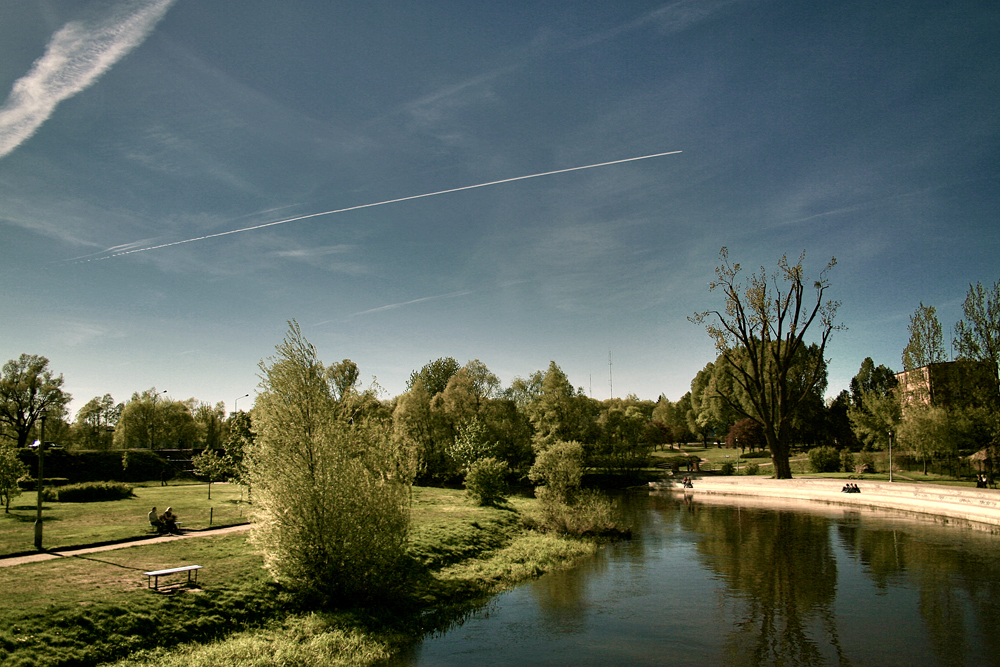
드르벵차강

드르벵차강(폴란드어: Drwęca)은 폴란드 북부의 강이다. 토룬 근처에서 비스와강의 지류가 되어 도시의 행정 경계의 일부를 형성한다. 길이는 231km, 유역 면적은 5,697 km2다. 폴란드 내에서만 흐른다.